# Robert Lansing (actor)
Robert Lansing (San Diego, California; 5 de junio de 1928 - Nueva York, 23 de octubre de 1994) fue un actor estadounidense. 

## Carrera
Nacido con el nombre de Robert Howell Brown, en San Diego, California EUA. Lansing, es conocido por protagonizar series de televisión como 87th Precinct (1961-1962), donde interpreta al detective Steve Carella, 12 O'Clock High (1964), como el General Savage, o The Man Who Never Was (1966), junto a Dana Wynter. En los 80 coprotagoniza Automan y The Equalizer, y en los 90s actúa en Kung Fu: The Legend Continues con David Carradine en el papel protagónico. Protagonizó las películas Master of Terror (1959), The Pusher (1960), A Gathering of Eagles (1963), An Eye for an Eye (1966), Thirty Dangerous Seconds (1972), Bittersweet Love (1976), junto a Lana Turner, y Empire of the Ants (1977), junto a Joan Collins. También apareció en el capítulo # 26 de la Segunda Temporada de la serie Bonanza como un supervisor de Diligencias, en  el capítulo 14 de la primera temporada de la serie El Gran Chaparral como un comisario federal y en algunos de Star Trek como un humano que venía del futuro llamado Gary Seven que se caracterizaba por llevar un gato negro en sus brazos.

## Filmografía
- 1959 : Master of Terror
- 1960 : The Pusher
- 1961 : 87th Precinct, serie de televisión
- 1963 : A Gathering of Eagles
- 1963 : Under the Yum Yum Tree
- 1964 : 12 O'Clock High, serie de televisión
- 1966 : An Eye for an Eye
- 1966 : Namu, the Killer Whale
- 1971 : The Grissom Gang
- 1972 : Wild in the Sky
- 1976 : Bittersweet Love
- 1977 : False Face
- 1977 : Empire of the Ants
- 1978 : Acapulco Gold
- 1980 : Island Claws
- 1983 : Automan, serie de televisión
- 1988 : The Nest
- 1989 : Bionic Showdown: The Six Million Dollar Man and the Bionic Woman, telefilm
- 1993 : Kung Fu: The Legend Continues, serie de televisión